# Léon Girardet

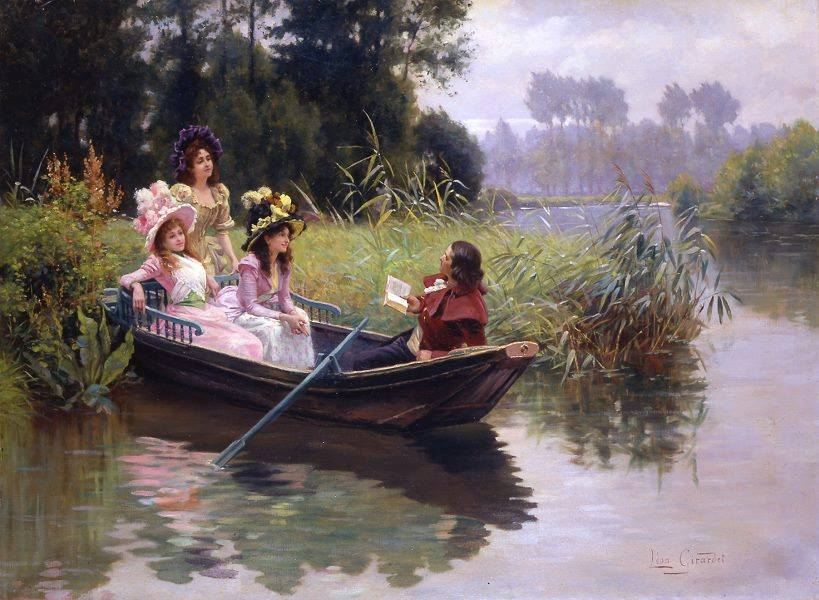
Der Dichter

Léon Girardet (* 10. April 1856 in Versailles; † 3. Dezember 1895 in Neuilly-sur-Seine) war ein französischer Maler und Kupferstecher.
Léon Girardet entstammte einer Schweizer Hugenottenfamilie von Kupferstechern. Sein Vater, Paul Girardet war als Kupferstecher tätig. Seine Brüder Jules, Eugène, Paul Armand und Théodore sowie seine Schwester Julia Antonine wurden ebenfalls als Kupferstecher oder Maler tätig.
Léon Girardet studierte an der École des Beaux-Arts in Paris bei Alexandre Cabanel.
Im Winter 1878/79 begleitete er seine Eltern auf einer Reise nach Algerien. Er hoffte, dass das warme Klima seine angeschlagene Gesundheit bessert. Er besuchte Algerien nochmals 1880 mit seinen Brüdern Eugène und Jules.
Er schuf vor allem anekdotenhafte Genreszenen aus dem sogenannte "gutbürgerlichen Milieu"', die sich zumeist in einer heiter-gelösten Atmosphäre abspielen. Die Personen in prächtigen Gewändern aus kostbaren Stoffen, die im Sonnenlicht schimmern, sind häufig im anregenden Gespräch dargestellt. Als Kupferstecher war er nur reproduzierend nach Vorlagen seines Vaters tätig.